# Love Is the Drug
Love Is the Drug ist ein US-amerikanisches Filmdrama aus dem Jahr 2006. Regie führte Elliott Lester, das Drehbuch schrieben Steve Allison und Wesley Strick.

## Handlung
Eine Gruppe High-School-Schüler um Sara Weller und Troy Daniels feiert oft Partys, auf denen Alkohol und andere Drogen konsumiert werden. Die Teenager entstammen vermögenden Familien.
Der mit Weller befreundete Jonah Brand schließt sich der Gruppe an, er wird jedoch nicht akzeptiert. Es stellt sich heraus, dass Brand gelegentlich in einer Apotheke arbeitet. Der der Gruppe angehörende Lucas Mitchell, der Brand besonders stark schikaniert, kommt auf die Idee, dass Brand der Gruppe Drogen aus der Apotheke verschaffen könnte. Brand hofft, dass er dadurch Weller beeindrucken könnte, von der er zunehmend besessen wird. Eines der Teenager stirbt, worauf der Privatermittler Phill Hackwith den Fall untersucht, während die Polizei kein Interesse zeigt.

## Kritiken
Justin Chang schrieb in der Zeitschrift Variety vom 6. Februar 2006, der Film biete einen auf finstere Weise fesselnden Einblick in das Leben einiger Teenager und bleibe frei vom Moralisieren. Das „scharfe“ Drehbuch und die Kameraarbeit würden für Spannung sorgen. Das Ende sei jedoch melodramatisch und wirke billig. Die Darstellung von Darryl Hannah als Brands Mutter sei solide.
Ted Fry schrieb in der Seattle Times vom 6. Oktober 2006, der „kleine“ und „ernsthafte“ Film sei „generell gut gespielt“ und auf eine erschreckende Weise realistisch. Es sei beinahe unmöglich, sich mit einem der Teenager zu identifizieren. Die „kleinen“ Rollen von Daryl Hannah als überforderte Mutter und Bruce A. Young als Privatermittler seien solide gespielt. Das Ende verstöre.

## Hintergründe
Der Film wurde in Los Angeles gedreht. Seine Weltpremiere fand im Januar 2006 auf dem Slamdance Film Festival statt. Am 6. Oktober 2006 kam der Film in die ausgewählten Kinos der USA.